# 모리스 슈발리에
모리스 슈발리에(Maurice Chevalier, 1888년 9월 12일 ~ 1972년 1월 1일)는 레뷰계에서 활약하고 영화 배우로도 널리 알려진 샹투즈 팡테지스트이다.
파리의 빈민가인 메니르몽탕에서 태어났다. 부친은 페인트 상인이었으며, 그는 12세쯤 되면서부터 노래를 부르기 시작하여, 레뷰에 출연하였다. 미스탱게트의 상대역을 맡음으로써 그녀와 맺어져서 유명해졌다. 미국으로 가서 영화에도 출연하는 등 그의 전성기를 쌓았다.

## 참여 작품
- 러브 퍼레이드 (영화)
- 중위의 웃음
- 몽키 비지니스 (1931년 영화)
- 당신과 함께한 한 시간
- 《오늘 밤은 사랑해 주세요》
- 메리 위도우 (1934년 영화)
- 하오의 연정
- 지지 (1958년 영화)
- 캉캉 (영화)
- 페페 (1960년 영화)
- 패니 (1961년 영화)
- 아리스토캣